# عرقاة
عرقاة، هي خشبتان متقاطعتان، فرض وسطاهما وأسقطت إحداهما في الأخرى، تعترضان على فوهة الدلو والغرب، في أطرافها ثقوب تدخل في الوذم لتثبيتها على آذان الغِرْب، أو الدلو.
وهي مفردة شعبية تطلق في الأصل على أي أداتين مستقيمتين متقاطعتين، فمثلاً يطلق هذا المسمى على قطعتي الخشب التي توضع في أعلى الدلو لشده والمحافظة عليه، وبالتالي أخذ كمية كبيرة من الماء اثناء سقوطه في البئر.

## أصل الكلمة
الكلمة ذات أصل فصيح، وفي اللسان: العرقاة، العرقوة،
وعن الأصمعي: يقال للخشبتين اللتين تعترضان على الدلو كالصليب: العرقوتان، وهي العراقي.

## العرقاة في الشعر الفصيح
قال الشاعر الفصيح:
قال عدي بن زيد:

## العرقاة في الشعر الشعبي
لا تزال تسمية العرقاة مستخدمة حتى الآن بنفس لفظها الفصيح، فنجد في الشعر الشعبي في وسط الجزيرة العربية عدة أمثلة، مثل:
قول عبد الله بن سبيل:
وقال حيمدان الشويعر:
وقال عبد المحسن الصالح:

## وصلات خارجية
- مفردة شعبية:العرقاة